# Самира Саид
Самира Саид (арап. سميرة سعيد, рођена као Самира Бенсаид (арап. سميرة بسعيد) 10 . јануара 1958) арапска је поп певачица мароканско-египатске националности.

## Каријера
Самира Саид рођена је у Рабату, Мароко. Почела је да пева са девет година, а њен таленат је откривен у музичкој емисији Mawaheb, која се приказивала на Краљевској Мароканској Телевизији, а затим се преселила у Египат, где је започела своју каријеру по арапском свету. Она поседује двојно држављанство Марока и Египта, а живи у Каиру од 1977. године. Све своје албуме је снимила на египатском дијалекту арапског језика, али је такође изводила неке своје нумере на мароканском дијалекту, попут песама: Како смо се срели („Kifash Tlakina"), Видех те једном („Fayetli sheftek shi marra"), Украли су га („Sarkouh"), и Морепловци („Al Behhara"). Њени синглови укључују Измучена („Maghlouba") и Моја љубав („"Wa'ady"). Године 1980, представљала је Мароко на Евровизији, изводећи египатску хит песму Љубавна карта („Bitaqat Hub”), доспевши на 18. место од 19 земаља учесница.
Самира Саид је издала многе египатске хитове који су се нашли високо на музичким топ-листама. Сарађивала је са египатским композитором Мухамедом ел Мугијем, певала и глумила у филму Написаћу ти име у песку („Saaktob Ismak Ala Arrimal”).
Године 2000, издала је египатски хит сингл Једну ноћ, вољени мој („Lilah Habeebee"), по тој песми је назван албум, који је затим изабран за најбољи видео у арапском свету за 2001. годину на Каирском музичком фестивалу. На 15. годишњем Фестивалу Светске музичке награде „World Music Awards” 2003. године, Самира Саид је освојила награду на основу међународне популарности коју је те године доживела. Она је освојила и Би-Би-Си-јеву награду светске музике за најбољег извођача на Блиском истоку са својим албумом Дан за даном „Youm Wara Youm”. Самира Саид је освојила више од 40 награда.
Песма Још увек („Mazal”) објављена је октобра 2013. године.

## Популарност
Халина Хопкинс ју је назвала „емблемом интеркултуралности због њених прелазака између Египта и Марока, као и различитих награда које је добијала и емисија у којима је учествовала као представница арапске музичке заједнице”.
Током 2003. године, Би-Би-Си Радио 3 ју је изабрао за најбољу певачицу Блиског истока. Самира је освојила и награду „Rabab D'or” на фестивалу „Voix des Femmes” у Тетуану 2008. Такође, 2009. године освојила је награду „Murex d'Or”.
На фестивалу „Тимитар” у Агадиру 2009. године наступала је пред 100,000 људи Током 2011. године, Бејрутски фестивал међународних награда (BIAF) позвао је одређен број арапских и међународних музичара, укључујући и Самиру Саид.
Подједнако су је критиковали и хвалили за увођење арапске музике у поп комерцијалну музику 21. века.
Према египатској новинској агенцији „Al Ahram”, њени албуми су продати у преко 60 милиона примерака. Албум „Aweeny Beek” је најпродаванији музички албум на арапском на Блиском истоку и широм света са преко 10 милиона примерака издатих 2004.

## Музички стил
Самира углавном пева на египатском дијалекту арапског језика, у сарадњи са многим каирским музичарима и композиторима. Хопкинсова је рекла да је „један од главних разлога популарности Самирине музике у Египту и на Блиском истоку тонална лепота њеног гласа наспрам мелодије. Централност њеног гласа представља њен лични печат у раду.”

## Хуманитарни рад
Самира Саид је организовала концерте да би ујединила људе након немира 2006. године у мигрантским предграђима широм Француске, и уједно пробудила солидарност међу припадницима различитих религија.

## Дискографија
- El hob elli ana a'aycheh (1975)
- Bitaqat Hub (1977)
- Ben Lif (1979)
- Hikaya (1981)
- Allemnah el Hob (1982)
- Ketr al Kalam (1983)
- Methaya'li (1984)
- Lilet el Ouns (1984)
- Ya Damaiti Haddi (1984)
- Ehki ya Shehrazade (1985)
- Youm akablak Fih (1985)
- Ech gab li gab (1985)
- Amrak ajib en (1986)
- Ana walla anta (1989)
- Moch hatnazel a'anak (1986)
- Sibak (1986)
- Ya ebn al halel (1987)
- Ghariba (1988)
- Sibni louahdi (1988)
- Ensani (1989)
- Ba'adin neta'ateb (1990)
- Choft el amar (1991)
- Hannitlak (1992)
- Khayfa (1992)
- a'ach'a (1993)
- Enta habibi (1994)
- Wallah Mahansak (1995)
- Kolli de echa3at (1996)
- A'al bal (1998)
- Rouhi (1999)
- Laila habibi (2001)
- Youm Wara Youm (2002).[19]
- Awweeni Beek (2004)
- Best of Samira Said (1995-2005)
- Ayaam Hayati (2008)
- Be winner ft. Fnaïre (2010)
- Khallouh (2010)
- Mazal (2013)[20][21]
- Ayza Aeesh (2015)